# Fleming Summit
Fleming Summit är en bergstopp i Antarktis. Den ligger i Östantarktis. Nya Zeeland gör anspråk på området. Toppen på Fleming Summit är 4 200 meter över havet.
Terrängen runt Fleming Summit är bergig söderut, men norrut är den kuperad. Trakten är obefolkad. Det finns inga samhällen i närheten. 